# Thomas Duprat
Pour les articles homonymes, voir Duprat.
Thomas Du Prat (né à Issoire vers 1488 et mort le 19 novembre 1528 à Modène)  fut évêque de Clermont  de 1517 à 1528.

## Biographie
Thomas Duprat, né à Issoire, est le fils de Antoine Duprat seigneur de Verrières et de Jeanne Boyer, il est donc le frère du chancelier Antoine Duprat. Destiné à l'Église, il est chanoine de la cathédrale de Clermont dès 1512 et premier abbé commendataire de l'abbaye de Candeil. 
Désigné comme évêque de Clermont en 1517, il est consacré le 6 décembre 1517 dans la collégiale Saint-Venant de Tours  par Jean Le Veneur, évêque de Lisieux. C'est un protecteur des arts et des sciences. Il est à l'origine de la tentative de création à Issoire en 1518/1520 d'une université en Auvergne. Il fait embellir son palais épiscopal et les manoirs épiscopaux de Beauregard-l'Évêque et de Mauzun
En 1528 il est chargé par le roi Francois Ier d'accompagner en Italie la princesse Renée de France qui doit épouser Hercule II d'Este Duc de Ferrare, de Modène et de Reggio d'Émilie. Il tombe malade et meurt à Modène le 19 novembre 1528 âgé d'environ 40 ans et il est inhumé dans l'église San Lorenzo de la ville.